# Hondalagus
Hondalagus — вимерлий рід сумчастих ссавців, що жили в епоху середнього міоцену (лавентан) у Південній Америці. Їх скам'янілості були знайдені в Honda Group в Quebrada Honda, на півдні Болівії. Hondalagus є найменшим і найбільш спеціалізованим представником вимерлої родини Argyrolagidae.